# José Guadalupe Osuna

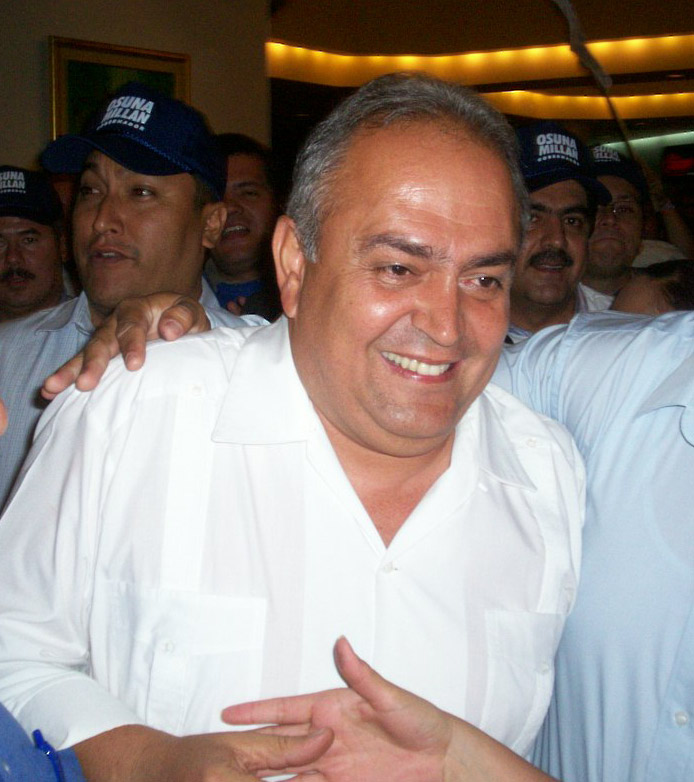
José Guadalupe Osuna

José Guadalupe Osuna Millán (Aguacaliente de Gárate, 10 december 1955) is een Mexicaans politicus van de Nationale Actiepartij (PAN). Sinds 2007 is hij gouverneur van Baja California.
Osuna studeerde economie aan de Autonome Universiteit van Baja California en het Nationaal Polytechnisch Instituut. Hij sloot zich in 1992 aan bij de PAN. Van 1995 tot 1998 was hij burgemeester van Tijuana en van 2003 tot 2006 afgevaardigde. In 2007 was hij voor de PAN en de Nieuwe Alliantie (PANAL) kandidaat voor het gouverneurschap van Baja California. Hij wist in de verhitte verkiezingsstrijd met een kleine marge Jorge Hank Rhon van de Institutioneel Revolutionaire Partij (PRI) te verslaan en werd op 1 november ingehuldigd.